# Hermann Südfeld
Hermann Südfeld (* 3. April 1879; † 6. Juni 1950) war ein deutscher Landwirt. Er wurde postum 1965 wegen der Rettung von Juden als Gerechter unter den Völkern ausgezeichnet.

## Leben
Hermann Südfeld wurde 1879 als Sohn des Bauers Joannes Bernadus Südfeld und seiner Frau Maria Christina Elisabeth Krasbutter geboren. Er übernahm den gleichnamigen Hof des Vaters in Südkirchen (51° 42′ N, 7° 32′ O). Die Familie war römisch-katholisch. Er war mit Franziska Niehoff (1885–1950) verheiratet.
Im Jahr 1944 versteckte die Tochter Maria mehrfach auf dem Hof ihrer Eltern die Jüdin Marga Spiegel und deren Tochter Karin (* 1938), wobei diese des Öfteren das Versteck wechseln mussten und auch bei anderen Bauernfamilien im Münsterland unterkamen. Sie trugen den Decknamen „Krone“. Marga Spiegel vermutete, dass Maria ihre Mutter eingeweiht hatte, zu dem Kenntnisstand des Vaters schreibt sie nichts.
Marga Spiegel und ihr Mann Siegmund, der ebenfalls den Holocaust überlebt hatte, setzten sich früh dafür ein, dass die Verdienste ihrer Retter gewürdigt wurden.
Hermann Südfeld wurde von der Gedenkstätte Yad Vashem  in Jerusalem 1965 als „Gerechter unter den Völkern“ ausgezeichnet. Gleichzeitig erhielten weitere Bauern, die der Familie geholfen hatten, diese Auszeichnung. Dies waren Heinrich Aschoff, Hubert Pentrop, Heinrich Silkenbömer und Bernhard Sickmann.

## Trivia
Hermann Südfeld wird von Yad Vashem als „Bernhard Südfeld“ geführt. Er wurde aber als Hermann Antonius getauft, heiratete als Hermann und wurde von Marga Spiegel in ihrem Buch „Hermann Südfeld“ genannt.